# Матиассон, Эдвин
Берндт Эдвин Матиассон (швед. Berndt Edvin Mathiasson; 16 апреля 1890, Треллеборг, Швеция — 15 марта 1975, Мальмё, Швеция) — шведский борец греко-римского стиля, бронзовый призёр Олимпийских игр  

## Биография
На Летних Олимпийских играх 1912 года в Стокгольме боролся в весовой категории до 67,5 килограммов (лёгкий вес). Схватка по регламенту турнира продолжалась 30 минут, по окончании 30-минутного раунда судьи могли назначить ещё 30-минутный раунд и так далее, без ограничения количества дополнительных раундов. Победителем признавался спортсмен, сумевший тушировать соперника, или по решению судей; также оба соперника могли быть объявлены проигравшими ввиду пассивного ведения борьбы. В лёгком весе борьбу за медали вели 48 спортсменов. Турнир проводился по системе с выбыванием после двух поражений; оставшиеся борцы разыгрывали медали между собой. 
Несмотря на одно поражение в предварительных встречах, вышел в финал, куда вместе с ним вышли финн Эмиль Вяре и соотечественник Густаф Мальмстрём. В обеих финальных схватках Эдвин Матиассон проиграл и остался с бронзовой медалью. 
| Выступление на Олимпийских играх 1912 года | Выступление на Олимпийских играх 1912 года | Выступление на Олимпийских играх 1912 года | Выступление на Олимпийских играх 1912 года | Выступление на Олимпийских играх 1912 года | Выступление на Олимпийских играх 1912 года | Выступление на Олимпийских играх 1912 года |
| Круг                                       | Соперник                                   | Страна                                     | Результат                                  | Баллы                                      | Всего баллов                               | Время схватки                              |
| ------------------------------------------ | ------------------------------------------ | ------------------------------------------ | ------------------------------------------ | ------------------------------------------ | ------------------------------------------ | ------------------------------------------ |
| 1                                          | Андреас Думрауф                            | Германия                                   | Победа По очкам                            |                                            |                                            | 30:00                                      |
| 2                                          | Раймонд Кабал                              | Франция                                    | Победа Туше                                |                                            |                                            | 37:00                                      |
| 3                                          | Вольмар Викстрём                           | Финляндия                                  | Поражение Туше                             |                                            |                                            | 10:00                                      |
| 4                                          | Дежё Орош                                  | Австро-Венгрия                             | Победа Туше                                |                                            |                                            | 13:00                                      |
| 5                                          | Хербранд Лофтхус                           | Норвегия                                   | Победа Туше                                |                                            |                                            | 9:00                                       |
| 6                                          | Ян Балеж                                   | Богемия                                    | Победа По очкам                            |                                            |                                            | 60:00                                      |
| 7                                          |                                            |                                            |                                            |                                            |                                            |                                            |
| Финал (первый круг)                        | Эмиль Вяре                                 | Финляндия                                  | Поражение Туше                             |                                            |                                            |                                            |
| Финал (второй круг)                        | Густаф Мальмстрём                          | Швеция                                     | Поражение Туше                             |                                            |                                            |                                            |

Умер в 1975 году